# Вја Кардучи (Лече)
Вја Кардучи (итал. Via Carducci) је насеље у Италији у округу Лече, региону Апулија.
Према процени из 2011. у насељу је живело 25 становника. Насеље се налази на надморској висини од 34 м.